# Edmund Hirst
Sir Edmund Langley Hirst (* 21. Juli 1898 in Preston, Lancashire; † 29. Oktober 1975 in Edinburgh) war ein britischer Chemiker.
Er studierte Chemie und promovierte 1921 bei Walter Norman Haworth an der University of St Andrews.
Hirst war Inhaber des Forbes Chair of Organic Chemistry an der Edinburgh University. Von 1959 bis 1964 war er Präsident der Royal Society of Edinburgh.
1934 synthetisierte er zusammen mit Norman Haworth erstmals das Vitamin C.
1957 wurde er als Commander in den Order of the British Empire aufgenommen. 1964 wurde er als Knight Bachelor („Sir“) geadelt.
Er war zweimal verheiratet und hinterließ keine Kinder.